# (9239) van Riebeeck
(9239) van Riebeeck (1997 JP15) – planetoida z grupy pasa głównego asteroid okrążająca Słońce w ciągu 3,55 lat w średniej odległości 2,32 j.a. Odkryta 3 maja 1997 roku.